# ريتشارد جاي ليون
ريتشارد جاي ليون (بالإنجليزية: Richard J. Leon)‏ هو محامي وقاضي أمريكي، ولد في 1949 في ناتيك في الولايات المتحدة.